# Valeri Ibrahimovitsj Saparov
Valeri Ibrahimovitsj Saparov (Russisch: Валерий Ибрагимович Сапаров) (Mary (Turkmenistan), 26 augustus 1947) is een Turkmeens componist en pianist.

## Levensloop
Saparov kreeg vanaf 1961 muzieklessen aan muziekscholen in Asjchabad en Tasjkent. Hij studeerde aan het M.Ashrafi Tasjkent Staats-Conservatorium te Tasjkent en behaalde zijn diploma voor piano in 1973 bij Y. A. Kenzer en in 1983 voor compositie bij T. U. Kurbanov. In 1984 werd hij lid van de componisten federatie van de Sovjet-Unie.
In 1990 was hij laureaat bij de componisten-wedstrijd tijdens de Coup de Vents in Le Havre. Tegenwoordig is hij professor aan het M.Ashrafi Tasjkent Staats-Conservatorium te Tasjkent in het vakgebied orkestdirectie, jazz, improvisatie en piano. 
Als componist laat hij zich onder andere ook door Westerse componisten zoals George Gershwin en Andrew Lloyd Webber inspireren. Zo ontstond onder andere in 1984 het Rock-oratorium «Голоса веков» ("Stemmen van de eeuw") met een libretto van Раима Фархади (Raima Farhadi). 

## Composities

### Werken voor orkest
- 1980 Trio nr. 1, voor strijkorkest
- 1981 Concert nr.1, voor dwarsfluit, strijkorkest, piano en slagwerk
- 1982 Симфония I (Symfonie nr. 1), voor piano en orkest
- 1983 Concertino voor 6 trombones, 2 piano's, strijkorkest en slagwerk
- 1983 Trio nr. 2, voor kamerorkest
- 1984 Рэгтайм - Воспоминание о Дж. Гершвине (Ragtime - in memory of George Gershwin)
- 1985 Джазовый альбом (Jazz-Album), voor jazz-kwintet en kamerorkest
- 1985 Праздничные фанфары (Vakantie fanfares), voor fagot en orkest
- 1986 Concert, voor kwartet en strijkorkest
- Capriccio, voor saxofoonkwartet en orkest

### Oratoria
- 1984 Голоса веков (Stemmen van de eeuw) - libretto: Раима Фархади (Raima Farhadi)

### Toneelwerken
- 1980 муз.-поэтические зарисовки "Атомные пейзажи" (Muziek - Poëtische schetsen - "Nucleaire landschappen") - tekst: T. Hara

### Vocale muziek
- 1979 цикл лирических монологов "Творчество" (Cyclus van lyrische monologen "Express Yourself", voor zangstem, trompet, twee tenorsaxofonen en slagwerk - tekst: С. Капутикян (S. Kaputikijan)

### Kamermuziek
- 1979 Sonate ter herinnering aan Dmitri Sjostakovitsj
- 1980 Suite, voor dwarsfluit, cello en piano
- 1981 Preludium en fuga, voor klarinet, contrabas en piano